# Thecla senta
Thecla senta är en fjärilsart som beskrevs av Max Wilhelm Karl Draudt 1920. Thecla senta ingår i släktet Thecla och familjen juvelvingar. Inga underarter finns listade i Catalogue of Life.